# Закон джунглей
Закон джунглей (англ. The Law of the Jungle) — фразеологизм, значения которого: «каждый сам за себя», «всё для себя», «убей — или будешь убит» и «выживание самого сильного». Люди говорят «закон джунглей», когда имеют в виду особенно ожесточённую схватку без каких-либо принципов.

## Происхождение выражения и его значение

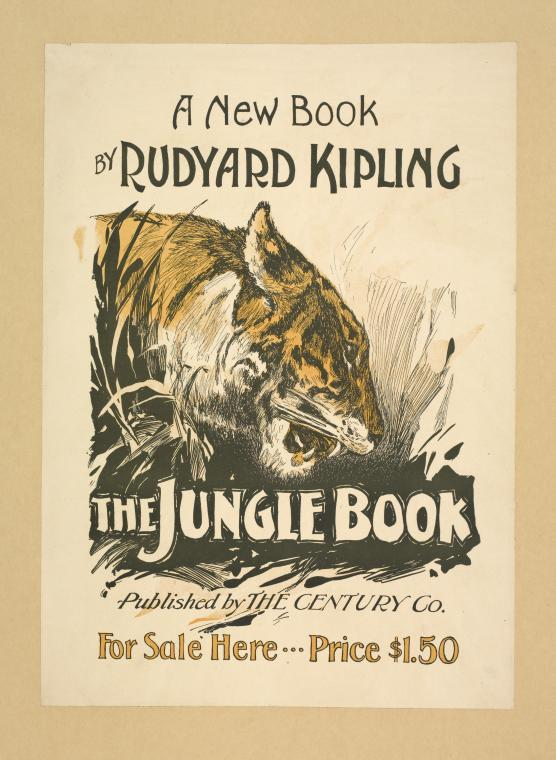
Первоисточник выражения — «Книга джунглей» Редьярда Киплинга, который вкладывал в эти слова противоположный смысл

Выражение происходит из книги Редьярда Киплинга «Книге джунглей» (1894, на русском также издавалась как «Маугли»). Однако у Киплинга этот закон — моральный кодекс, которого придерживаются волки в джунглях Индии. Закон джунглей не жесток, а благороден: он предписывает волку защищать свою стаю, не лишать пропитания слабого, уважать другие виды животных и ни в коем случае не убивать человека. Закон подробно описан Киплингом в одноимённом стихотворении:

Вот вам Джунглей Закон — и Он незыблем, как небосвод.
Волк живет, покуда Его блюдет; Волк, нарушив Закон, умрет.
Как лиана сплетен, вьется Закон, в обе стороны вырастая:
Сила Стаи в том, что живет Волком, сила Волка — родная Стая.
— первые строки «Закона Джунглей», перевод В. Топорова
Фраза «каждый сам за себя» в «Книге джунглей» также присутствует, но принадлежит шакалу Табаки, трусливому злодею, и не имеет отношения к Закону джунглей.
В советском мультфильме "Маугли"  Багира говорит:"Закон джунглей гласит..." Молодые волки перебивают её: "Каждый сам за себя!" Балу оплеухами утихомиривает волков,.и Багира договаривает:"Закон джунглей гласит: жизнь детёныша может быть выкуплена!"

## Применение
Цитатник под редакцией Константина Душенко содержит следующую формулировку Закона джунглей применительно к социальным реалиям:
Сильные разделываются со слабыми, умные разделываются с сильными, а правительство разделывается со всеми.
По мнению Григория Солганика, выражение употребляется для описания открытого произвола и насилия.
Термин применим в том числе и в специализированной правовой литературе и публицистике. Так, например, его можно встретить в журнале «Советское государство и право» (1978), в контексте описания недопустимости подобной практики в сфере международного сотрудничества в области массовой информации. Немецкие журналисты Г.-П. Мартин и X. Шуманн в своём труде, исследующем глобализацию, замечают: «Свободная торговля — не более чем закон джунглей».

## В популярной культуре
Хит американской группы «Guns N' Roses», «Welcome to the Jungle» (1987) содержит отсылку к городским порядкам, напоминающим джунгли. По признанию гитариста Иззи Стрэдлина, в песне поётся о голливудских улицах.
В 1961 году в издательстве «Советский писатель» вышел сборник «День поэзии», содержащий среди прочих следующее стихотворение Евгения Долматовского:
Законы джунглей! 
Они суровы и непреклонны. 
В лесах опасных, в болотах жутких 
Обязан белый блюсти законы.  

Законом первым гостеприимство 
И раньше было и ныне стало. 
С душой открытой и сердцем чистым 
Ты встретишь в джунглях друзей немало.Евгений Долматовский, «Законы джунглей»